# Terra (Währung)
Der Terra (nach lateinisch terra: „Erde“, „Land“) ist die Bezeichnung für eine erstmals im Jahre 1933 veröffentlichte mögliche Weltwährung.
Die Währung Terra soll auf einem Warenkorb aus den zwölf wichtigsten Waren und Dienstleistungen (gemessen an ihrer Bedeutung im Welthandel) basieren. Das Grundkonzept wurde erstmals am 1. Januar 1933 in der französischen Zeitung Le Fédériste veröffentlicht. Damals wurde die Idee geboren, ein « L’Europa – monnaie de la paix » (deutsch: „Europa – Geld des Friedens“) – zu schaffen.

## Der historische Warenkorb
Der standardisierte Warenkorb, aus dem Jahre 1933, sollte sich wie folgt zusammensetzen:
- 30 Hundertstel Gold, dies entspricht 300 Milligramm Gold
- 2 Kilogramm Getreide
- 200 Gramm Fleisch
- 1 Liter Wein
- 3 Kilogramm Stahl
- 200 Gramm Baumwolle
- 200 Gramm Kupfer
- 1 Kilometertonne, die Kosten für den Transport einer Tonne Waren über die Strecke von einem Kilometer
- 10 Kilowattstunden
- eine halbe Arbeitsstunde – in Abhängigkeit von der jeweiligen Landes-Produktivität (Bruttosozialprodukt)

## Wiederentdeckung
Im Rahmen einer Studienreise am 27. März 1999 wurde die historische Idee vom belgischen Ökonomen Bernard A. Lietaer aufgenommen und seither von ihm vertreten und in Fachkreisen bisweilen wieder stark diskutiert. Nach der Meinung von Bernard A. Lietaer würde mit dem Terra eine inflationssichere Währung zur Verfügung stehen. Zudem würde diese Komplementärwährung den weltweiten Warenaustausch wesentlich vereinfachen.

## Weiterentwicklung
Die grundlegende Idee der Währung Terra ist es, die wichtigsten weltweit verwendeten und gehandelten Güter in einem standardisierten Warenkorb gewichtet abzubilden. Die Gewichtung erfolgt nach der Bedeutung des jeweiligen Gutes. Die weitere Untergliederung des standardisierten Warenkorbes ist fraktal. Fraktalität bedeutet dabei, das Prinzip für den ganzen Korb auch für jede Untereinheit einzusetzen. Aktuelle Definitionen des Terra bilden in den einzelnen Bestandteilen des Korbes wiederum gewichtete Korb-Definitionen ab. Die „halbe Arbeitsstunde“ besteht dann (sinngemäß) aus zwölf Sekunden Schweizer Arbeitszeit oder drei Minuten chinesischer Arbeitszeit, wobei hier die jeweils aktuelle lokale Produktivität einberechnet wird. Die Transportkosten wären daher auf sämtliche Länder aufzuteilen, gewichtet nach deren weltweiten Bedeutung, länderweise wiederum gewichtet nach Verkehrsmitteln.

## Kritik
Oft wird an der Währung Terra kritisiert, dass der historische Warenkorb „zu ungenau“ definiert ist. Etwa da im historischen Warenkorb die Transportform nicht unterschieden ist, ob es sich bei einer Kilometertonne um die Transport-Kosten mit einem Lastkraftwagen, Frachtschiff oder Frachtflugzeug handelt. Dabei wird jedoch verkannt, dass es sich um eine Diskussionsgrundlage handelt, da eine Anwendung des Warenkorbs aus dem Vorschlag von 1933 anachronistisch ist. Zumal bedacht werden muss, dass der Großteil des Transportes 1933 ohnehin auf Eisenbahnschienen abgewickelt wurde.
Ein weiterer Kritikpunkt ist die aufwändige Realisierung. Eine weltweite Standardisierung würde auf erheblichen Widerstand treffen. Die Befürchtungen sind, dass die traditionelle Anwendung lokaler Währungen und damit eine Identität der Nationen verloren geht. Wie bei der Entwicklung des Euros könnte diesem Problem mit lokalisierten Münzen begegnet werden.
Weiterhin sehen Befürworter einer globalen Währung diese nur als weltumspannendes Netz aus einer Vielzahl von Währungen, die zum Beispiel zweckgebunden oder regional umlaufen. Durch diese Vielzahl an Währungen soll das System Wirtschaft stabiler und weniger krisenanfällig werden. Terra ermöglicht dabei den globalen Handel.